# نيك ماكسويل
نيك ماكسويل (بالإنجليزية: Nick Maxwell)‏ هو لاعب كرة قدم أسترالية أسترالي، ولد في 3 يونيو 1983 في غيلونغ في أستراليا.

## وصلات خارجية
- نيك ماكسويل على موقع AustralianFootball.com (الإنجليزية)
- نيك ماكسويل على موقع AFLtables.com (الإنجليزية)